# Supercoppa del Portogallo 2014 (hockey su pista)
La Supercoppa del Portogallo 2014 è stata la 32ª edizione dell'omonima competizione portoghese di hockey su pista. Il torneo ha avuto luogo il 27 settembre 2014.
A conquistare il trofeo è stato il Valongo al primo successo nella sua storia.

## Squadre partecipanti
| Club    | Qualificazione                       | Partecipazioni precedenti (il grassetto indica la vittoria)                                    |
| ------- | ------------------------------------ | ---------------------------------------------------------------------------------------------- |
| Valongo | Detentore della 1ª Divisão           | Esordiente                                                                                     |
| Benfica | Detentore della Coppa del Portogallo | 1982, 1983, 1986, 1991, 1992, 1993, 1995, 1997, 1998, 2000, 2001, 2002, 2005, 2009, 2010, 2012 |

## Risultati
| Squadra 1 | Risultato | Squadra 2 |
| --------- | --------- | --------- |
| Valongo   | 7 - 5     | Benfica   |

| Coimbra 27 settembre 2014 | Valongo | 7 – 5 | Benfica |  |